# Campeonato Mundial de Ciclismo em Pista de 2018
O CXV Campeonato Mundial de Ciclismo em Pista celebrou-se em Apeldoorn (Países Baixos) entre 28 de fevereiro e 4 de março de 2018 baixo a organização da União Ciclista Internacional (UCI) e a Federação Neerlandesa de Ciclismo.
As competições realizaram-se no velódromo Omnisport Apeldoorn da cidade neerlandesa. Foram disputadas 20 provas, 10 masculinas e 10 femininas.

## Calendário
| ● | Preliminares | F | Final |

| Data                 | Qu 28       | Qu 01       | Se 02       | Sá 03       | Do 04       |
| Hora→ Prova ↓        | 18:30-21:40 | 18:30-21:20 | 18:30-21:40 | 18:30-22:00 | 13:30-16:20 |
| -------------------- | ----------- | ----------- | ----------- | ----------- | ----------- |
| Velocidade ind.      |             |             | ●           | F           |             |
| Velocidade por eqs.  | F           |             |             |             |             |
| Perseguição ind.     |             |             | F           |             |             |
| Perseguição por eqs. | ●           | F           |             |             |             |
| 1 km contrarrelógio  |             |             |             |             | F           |
| Pontuação            |             |             | F           |             |             |
| Scratch              |             | F           |             |             |             |
| Keirin               |             | F           |             |             |             |
| Madison              |             |             |             |             | F           |
| Ómnium               |             |             |             | F           |             |

| Data                 | Qu 28       | Qu 01       | Se 02       | Sá 03       | Do 04       |
| Hora→ Prova ↓        | 18:30-21:40 | 18:30-21:20 | 18:30-21:40 | 18:30-22:00 | 13:30-16:20 |
| -------------------- | ----------- | ----------- | ----------- | ----------- | ----------- |
| Velocidade ind.      |             | ●           | F           |             |             |
| Velocidade por eqs.  | F           |             |             |             |             |
| Perseguição ind.     |             |             |             | F           |             |
| Perseguição por eqs. |             | F           |             |             |             |
| 500 m contrarrelógio |             |             |             | F           |             |
| Pontuação            |             |             |             |             | F           |
| Scratch              | F           |             |             |             |             |
| Keirin               |             |             |             |             | F           |
| Madison              |             |             |             | F           |             |
| Ómnium               |             |             | F           |             |             |

## Medalhistas

### Masculino
| Evento                          | Ouro | Prata                                                                                         | Bronze                                                                                      |
| ------------------------------- | --- | --------------------------------------------------------------------------------------------- | ------------------------------------------------------------------------------------------- |
| Velocidade individual (03.03)   | Matthew Glaetzer · Austrália                                                                             | Jack Carlin · Reino Unido                                                                     | Sébastien Vigier · França                                                                   |
| Velocidade por equipas (28.02)  | Países Baixos · Nils van 't Hoenderdaal · Harrie Lavreysen · Jeffrey Hoogland · Matthijs Büchli · 42,727 | Reino Unido · Jack Carlin · Ryan Owens · Jason Kenny · Philip Hindes · Joseph Truman · 43,231 | França · François Pervis · Sébastien Vigier · Quentin Lafargue · Michaël D'Almeida · 43,373 |
| Perseguição individual (02.03)  | Filippo Ganna · Itália · 4:13,607                                                                        | Ivo Oliveira · Portugal · 4:15,428                                                            | Alexandr Yevtushenko · Rússia · 4:13,786                                                    |
| Perseguição por equipas (01.03) | Reino Unido · Edward Clancy · Kian Emadi · Ethan Hayter · Charlie Tanfield · 3:53,389                    | Dinamarca · Niklas Larsen · Julius Johansen · Frederik Madsen · Casper von Folsach · 3:55,232 | Itália · Simone Consonni · Liam Bertazzo · Filippo Ganna · Francesco Lamon · 3:54,606       |
| 1 km contrarrelógio (04.03)     | Jeffrey Hoogland · Países Baixos · 59,459                                                                | Matthew Glaetzer · Austrália · 59,745                                                         | Theo Bos · Países Baixos · 59,955                                                           |
| Carreira por pontos (02.03)     | Cameron Meyer · Austrália · 70 pts.                                                                      | Jan-Willem van Schip · Países Baixos · 52 pts.                                                | Mark Stewart · Reino Unido · 49 pts.                                                        |
| Scratch (01.03)                 | Yauheni Karaliok · Bielorrússia                                                                          | Michele Scartezzini · Itália                                                                  | Callum Scotson · Austrália                                                                  |
| Keirin (01.03)                  | Fabián Puerta Zapata · Colômbia                                                                          | Yuta Wakimoto · Japão                                                                         | Maximilian Levy · Alemanha                                                                  |
| Madison (04.03)                 | Roger Kluge · Theo Reinhardt · Alemanha · 53 pts.                                                        | Albert Torres Barceló · Sebastián Mora Vedri · Espanha · 45 pts.                              | Cameron Meyer · Callum Scotson · Austrália · 37 pts.                                        |
| Ómnium (03.03)                  | Szymon Sajnok · Polónia · 111 pts.                                                                       | Jan-Willem van Schip · Países Baixos · 107 pts.                                               | Simone Consonni · Itália · 104 pts.                                                         |

### Feminino
| Evento                          | Ouro                                                                                        | Prata | Bronze |
| ------------------------------- | ------------------------------------------------------------------------------------------- | --- | --- |
| Velocidade individual (02.03)   | Kristina Vogel · Alemanha                                                                   | Stephanie Morton · Austrália                                                                              | Pauline Grabosch · Alemanha                                                                                     |
| Velocidade por equipas (28.02)  | Alemanha · Miriam Welte · Kristina Vogel · Pauline Grabosch · 32,605                        | Países Baixos · Kyra Lamberink · Shanne Braspennincx · Laurine van Riessen · Hetty van de Wouw · 33,124   | Rússia · Daria Shmeleva · Anastasia Voinova · 32,990                                                            |
| Perseguição individual (03.03)  | Chloé Dygert · Estados Unidos · 3:20,060                                                    | Annemiek van Vleuten · Países Baixos · ALC                                                                | Kelly Catlin · Estados Unidos · 3:34,658                                                                        |
| Perseguição por equipas (01.03) | Estados Unidos · Jennifer Valente · Kelly Catlin · Chloé Dygert · Kimberly Geist · 4:15,669 | Reino Unido · Katie Archibald · Elinor Barker · Laura Kenny · Emily Nelson · Eleanor Dickinson · 4:16,980 | Itália · Elisa Balsamo · Letizia Paternoster · Silvia Valsecchi · Tatiana Guderzo · Simona Frapporti · 4:20,202 |
| 500 m contrarrelógio (03.03)    | Miriam Welte · Alemanha · 33,150                                                            | Daria Shmeleva · Rússia · 33,237                                                                          | Elis Ligtlee · Países Baixos · 33,484                                                                           |
| Carreira por pontos (04.03)     | Kirsten Wild · Países Baixos · 49 pts.                                                      | Jennifer Valente · Estados Unidos · 43 pts.                                                               | Jasmin Duehring · Canadá · 30 pts.                                                                              |
| Scratch (28.02)                 | Kirsten Wild · Países Baixos                                                                | Jolien D'Hoore · Bélgica                                                                                  | Amalie Dideriksen · Dinamarca                                                                                   |
| Keirin (04.03)                  | Nicky Degrendele · Bélgica                                                                  | Lee Wai Sze · Hong Kong                                                                                   | Simona Krupeckaitė · Lituânia                                                                                   |
| Madison (03.03)                 | Katie Archibald · Emily Nelson · Reino Unido · 50 pts.                                      | Kirsten Wild · Amy Pieters · Países Baixos · 35 pts.                                                      | Letizia Paternoster · Maria Giulia Confalonieri · Itália · 20 pts.                                              |
| Ómnium (02.03)                  | Kirsten Wild · Países Baixos · 121                                                          | Amalie Dideriksen · Dinamarca · 112                                                                       | Rushlee Buchanan · Nova Zelândia · 106                                                                          |

## Medalheiro
| Ordem | País           | Medalha de ouro | Medalha de prata | Medalha de bronze | Total |
| ----- | -------------- | --------------- | ---------------- | ----------------- | ----- |
| 1     | Países Baixos  | 5               | 5                | 2                 | 12    |
| 2     | Alemanha       | 4               | 0                | 2                 | 6     |
| 3     | Reino Unido    | 2               | 3                | 1                 | 6     |
| 4     | Austrália      | 2               | 2                | 2                 | 6     |
| 5     | Estados Unidos | 2               | 1                | 1                 | 4     |
| 6     | Itália         | 1               | 1                | 4                 | 6     |
| 7     | Bélgica        | 1               | 1                | 0                 | 2     |
| 8     | Bielorrússia   | 1               | 0                | 0                 | 1     |
| 8     | Colômbia       | 1               | 0                | 0                 | 1     |
| 8     | Polónia        | 1               | 0                | 0                 | 1     |
| 11    | Dinamarca      | 0               | 2                | 1                 | 3     |
| 12    | Rússia         | 0               | 1                | 2                 | 3     |
| 13    | Espanha        | 0               | 1                | 0                 | 1     |
| 13    | Hong Kong      | 0               | 1                | 0                 | 1     |
| 13    | Japão          | 0               | 1                | 0                 | 1     |
| 13    | Portugal       | 0               | 1                | 0                 | 1     |
| 17    | França         | 0               | 0                | 2                 | 2     |
| 18    | Canadá         | 0               | 0                | 1                 | 1     |
| 18    | Lituânia       | 0               | 0                | 1                 | 1     |
| 18    | Nova Zelândia  | 0               | 0                | 1                 | 1     |
|       | TOTAL          | 20              | 20               | 20                | 60    |